# دوشكو توشيتش
دوشكو توشيتش (بالصربية: Душко Тошић)‏ (مواليد 19 يناير 1985 في زرينيانين - يوغوسلافيا) لاعب كرة قدم صربي يلعب حاليًا لصالح نادي الدرجة الممتازة بورتسموث الإنجليزي منذ 2010 في مركز قلب الدفاع .

## روابط خارجية
- دوشكو توشيتش على موقع الاتحاد الدولي (مؤرشف)  (الإنجليزية)
- دوشكو توشيتش على موقع الاتحاد الأوربي (الإنجليزية)
- دوشكو توشيتش على موقع اتحاد تركيا (لاعب) (الإنجليزية)
- دوشكو توشيتش على موقع قاعدة بيانات كرة القدم.إي يو (الإنجليزية)
- دوشكو توشيتش على موقع ناشيونال فوتبول تيمز (الإنجليزية)
- دوشكو توشيتش على موقع Soccerbase.com (لاعب) (الإنجليزية)
- دوشكو توشيتش على موقع Soccerway.com (الإنجليزية)
- دوشكو توشيتش على موقع عالم كرة القدم.نت (الإنجليزية)
- دوشكو توشيتش على موقع اللجنة الأولمبية الدولية (الإنجليزية)
- دوشكو توشيتش على موقع أوليمبيديا (الإنجليزية)